# Devesset
Devesset ist ein Ort und eine südfranzösische Gemeinde mit 306 Einwohnern (Stand 1. Januar 2022) im Département Ardèche.

## Lage
Devesset liegt im Zentralmassiv in einer Höhe von ca. 1150 m ü. d. M. Nächstgrößere Städte sind Saint-Étienne (ca. 58 km nördlich) oder Le Puy-en-Velay (ca. 52 km westlich). Das Klima ist gemäßigt; Regen fällt verteilt über das ganze Jahr.

## Bevölkerungsentwicklung
| Jahr                       | 1800 | 1851 | 1901 | 1954 | 1999 | 2014 |
| Einwohner                  | 825  | 1566 | 1530 | 672  | 271  | 288  |
| Quellen: Cassini und INSEE |      |      |      |      |      |      |

Der kontinuierliche Rückgang der Einwohnerzahlen seit der Mitte des 19. Jahrhunderts ist im Wesentlichen auf die Mechanisierung der Landwirtschaft und den damit einhergehenden Verlust an Arbeitsplätzen zurückzuführen. Außerdem haben sich die Bergregionen nahezu überall in Frankreich zugunsten der Tallagen entvölkert.

## Wirtschaft
Traditionell lebte die Bevölkerung von der Viehzucht (Milch, Käse) und von ein wenig Feldbau. Seit den 1970er Jahren spielt der Tourismus in Form der Vermietung von Ferienwohnungen (gîtes) eine bedeutsame Rolle im Wirtschaftsleben der Gemeinde.

## Geschichte
Im Jahr 1164 wurde hier durch den Grafen Aymar de Poitiers eine Komturei des Templerordens gegründet, die in den Jahren 1312/3 vom Malteserorden übernommen und der auvergnatischen Zunge angehörte. Das Bauwerk wurde um 1338 von den Engländern zerstört, anschließend jedoch wiederaufgebaut um in den Jahren 1428 bis 1439 von marodierenden Banden erneut zerstört zu werden. Im Jahr 1472 vom Großprior Jean Cottet erneut wiederaufgebaut, wechselten Bauten und Ländereien während der Hugenottenkriege (1562–1598) mehrfach den Besitzer; während der Französischen Revolution wurden sie verstaatlicht, befinden sich jedoch heute teilweise wieder in Privatbesitz.

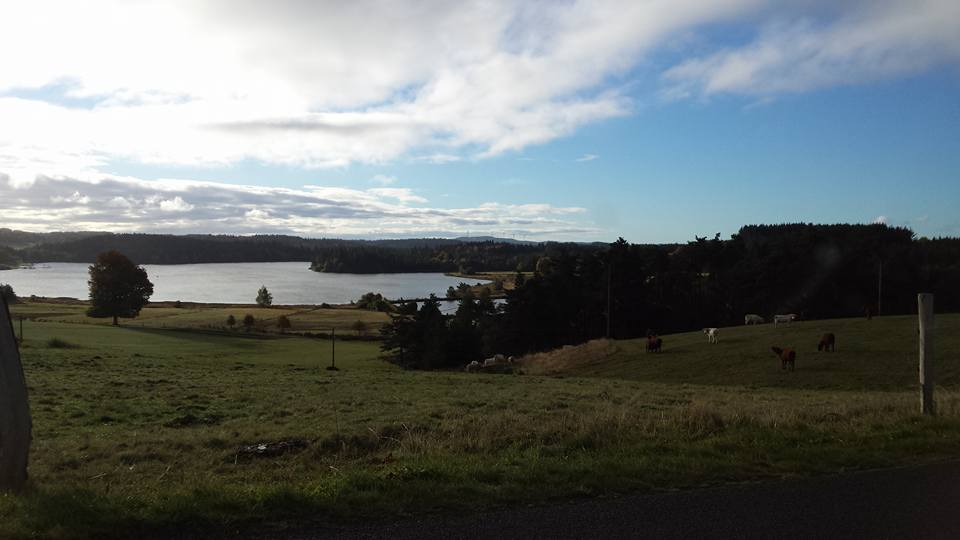
Lac de Devesset

## Sehenswürdigkeiten
- Der trotz der manchmal gebrauchten Bezeichnung Château architektonisch eher schlichte Bautenkomplex befindet sich am Ortsrand; zu besichtigen ist die ehemalige Kapelle, die heute als Pfarrkirche des Ortes dient. Der Klosterbau wurde bereits im Jahr 1980 in die Inventarliste der Monuments historiques[3] aufgenommen.
- Die protestantische Kirche (temple) entstand um die Mitte des 19. Jahrhunderts.

- Circa zwei Kilometer südlich des Ortes befindet sich der vom Flüsschen Eyrieux durchflossene Lac de Devesset, eines der wenigen Oberflächengewässer im Département Ardèche.